# Мат Бодена
|   | a | b | c | d | e | f | g | h |   |
| 8 | c8 чорний король · e8 чорна тура · f8 чорний слон · h8 чорна тура · a7 чорний пішак · b7 чорний пішак · c7 чорний пішак · g7 чорний пішак · h7 чорний пішак · c6 чорний кінь · d6 чорний пішак · f6 чорний ферзь · f5 чорний слон · c4 білий слон · f4 білий пішак · c3 білий пішак · e3 білий слон · f3 білий ферзь · a2 білий пішак · b2 білий пішак · d2 білий кінь · f2 білий пішак · h2 білий пішак · a1 біла тура · e1 білий король · h1 біла тура | c8 чорний король · e8 чорна тура · f8 чорний слон · h8 чорна тура · a7 чорний пішак · b7 чорний пішак · c7 чорний пішак · g7 чорний пішак · h7 чорний пішак · c6 чорний кінь · d6 чорний пішак · f6 чорний ферзь · f5 чорний слон · c4 білий слон · f4 білий пішак · c3 білий пішак · e3 білий слон · f3 білий ферзь · a2 білий пішак · b2 білий пішак · d2 білий кінь · f2 білий пішак · h2 білий пішак · a1 біла тура · e1 білий король · h1 біла тура | c8 чорний король · e8 чорна тура · f8 чорний слон · h8 чорна тура · a7 чорний пішак · b7 чорний пішак · c7 чорний пішак · g7 чорний пішак · h7 чорний пішак · c6 чорний кінь · d6 чорний пішак · f6 чорний ферзь · f5 чорний слон · c4 білий слон · f4 білий пішак · c3 білий пішак · e3 білий слон · f3 білий ферзь · a2 білий пішак · b2 білий пішак · d2 білий кінь · f2 білий пішак · h2 білий пішак · a1 біла тура · e1 білий король · h1 біла тура | c8 чорний король · e8 чорна тура · f8 чорний слон · h8 чорна тура · a7 чорний пішак · b7 чорний пішак · c7 чорний пішак · g7 чорний пішак · h7 чорний пішак · c6 чорний кінь · d6 чорний пішак · f6 чорний ферзь · f5 чорний слон · c4 білий слон · f4 білий пішак · c3 білий пішак · e3 білий слон · f3 білий ферзь · a2 білий пішак · b2 білий пішак · d2 білий кінь · f2 білий пішак · h2 білий пішак · a1 біла тура · e1 білий король · h1 біла тура | c8 чорний король · e8 чорна тура · f8 чорний слон · h8 чорна тура · a7 чорний пішак · b7 чорний пішак · c7 чорний пішак · g7 чорний пішак · h7 чорний пішак · c6 чорний кінь · d6 чорний пішак · f6 чорний ферзь · f5 чорний слон · c4 білий слон · f4 білий пішак · c3 білий пішак · e3 білий слон · f3 білий ферзь · a2 білий пішак · b2 білий пішак · d2 білий кінь · f2 білий пішак · h2 білий пішак · a1 біла тура · e1 білий король · h1 біла тура | c8 чорний король · e8 чорна тура · f8 чорний слон · h8 чорна тура · a7 чорний пішак · b7 чорний пішак · c7 чорний пішак · g7 чорний пішак · h7 чорний пішак · c6 чорний кінь · d6 чорний пішак · f6 чорний ферзь · f5 чорний слон · c4 білий слон · f4 білий пішак · c3 білий пішак · e3 білий слон · f3 білий ферзь · a2 білий пішак · b2 білий пішак · d2 білий кінь · f2 білий пішак · h2 білий пішак · a1 біла тура · e1 білий король · h1 біла тура | c8 чорний король · e8 чорна тура · f8 чорний слон · h8 чорна тура · a7 чорний пішак · b7 чорний пішак · c7 чорний пішак · g7 чорний пішак · h7 чорний пішак · c6 чорний кінь · d6 чорний пішак · f6 чорний ферзь · f5 чорний слон · c4 білий слон · f4 білий пішак · c3 білий пішак · e3 білий слон · f3 білий ферзь · a2 білий пішак · b2 білий пішак · d2 білий кінь · f2 білий пішак · h2 білий пішак · a1 біла тура · e1 білий король · h1 біла тура | c8 чорний король · e8 чорна тура · f8 чорний слон · h8 чорна тура · a7 чорний пішак · b7 чорний пішак · c7 чорний пішак · g7 чорний пішак · h7 чорний пішак · c6 чорний кінь · d6 чорний пішак · f6 чорний ферзь · f5 чорний слон · c4 білий слон · f4 білий пішак · c3 білий пішак · e3 білий слон · f3 білий ферзь · a2 білий пішак · b2 білий пішак · d2 білий кінь · f2 білий пішак · h2 білий пішак · a1 біла тура · e1 білий король · h1 біла тура | 8 |
| 7 | c8 чорний король · e8 чорна тура · f8 чорний слон · h8 чорна тура · a7 чорний пішак · b7 чорний пішак · c7 чорний пішак · g7 чорний пішак · h7 чорний пішак · c6 чорний кінь · d6 чорний пішак · f6 чорний ферзь · f5 чорний слон · c4 білий слон · f4 білий пішак · c3 білий пішак · e3 білий слон · f3 білий ферзь · a2 білий пішак · b2 білий пішак · d2 білий кінь · f2 білий пішак · h2 білий пішак · a1 біла тура · e1 білий король · h1 біла тура | c8 чорний король · e8 чорна тура · f8 чорний слон · h8 чорна тура · a7 чорний пішак · b7 чорний пішак · c7 чорний пішак · g7 чорний пішак · h7 чорний пішак · c6 чорний кінь · d6 чорний пішак · f6 чорний ферзь · f5 чорний слон · c4 білий слон · f4 білий пішак · c3 білий пішак · e3 білий слон · f3 білий ферзь · a2 білий пішак · b2 білий пішак · d2 білий кінь · f2 білий пішак · h2 білий пішак · a1 біла тура · e1 білий король · h1 біла тура | c8 чорний король · e8 чорна тура · f8 чорний слон · h8 чорна тура · a7 чорний пішак · b7 чорний пішак · c7 чорний пішак · g7 чорний пішак · h7 чорний пішак · c6 чорний кінь · d6 чорний пішак · f6 чорний ферзь · f5 чорний слон · c4 білий слон · f4 білий пішак · c3 білий пішак · e3 білий слон · f3 білий ферзь · a2 білий пішак · b2 білий пішак · d2 білий кінь · f2 білий пішак · h2 білий пішак · a1 біла тура · e1 білий король · h1 біла тура | c8 чорний король · e8 чорна тура · f8 чорний слон · h8 чорна тура · a7 чорний пішак · b7 чорний пішак · c7 чорний пішак · g7 чорний пішак · h7 чорний пішак · c6 чорний кінь · d6 чорний пішак · f6 чорний ферзь · f5 чорний слон · c4 білий слон · f4 білий пішак · c3 білий пішак · e3 білий слон · f3 білий ферзь · a2 білий пішак · b2 білий пішак · d2 білий кінь · f2 білий пішак · h2 білий пішак · a1 біла тура · e1 білий король · h1 біла тура | c8 чорний король · e8 чорна тура · f8 чорний слон · h8 чорна тура · a7 чорний пішак · b7 чорний пішак · c7 чорний пішак · g7 чорний пішак · h7 чорний пішак · c6 чорний кінь · d6 чорний пішак · f6 чорний ферзь · f5 чорний слон · c4 білий слон · f4 білий пішак · c3 білий пішак · e3 білий слон · f3 білий ферзь · a2 білий пішак · b2 білий пішак · d2 білий кінь · f2 білий пішак · h2 білий пішак · a1 біла тура · e1 білий король · h1 біла тура | c8 чорний король · e8 чорна тура · f8 чорний слон · h8 чорна тура · a7 чорний пішак · b7 чорний пішак · c7 чорний пішак · g7 чорний пішак · h7 чорний пішак · c6 чорний кінь · d6 чорний пішак · f6 чорний ферзь · f5 чорний слон · c4 білий слон · f4 білий пішак · c3 білий пішак · e3 білий слон · f3 білий ферзь · a2 білий пішак · b2 білий пішак · d2 білий кінь · f2 білий пішак · h2 білий пішак · a1 біла тура · e1 білий король · h1 біла тура | c8 чорний король · e8 чорна тура · f8 чорний слон · h8 чорна тура · a7 чорний пішак · b7 чорний пішак · c7 чорний пішак · g7 чорний пішак · h7 чорний пішак · c6 чорний кінь · d6 чорний пішак · f6 чорний ферзь · f5 чорний слон · c4 білий слон · f4 білий пішак · c3 білий пішак · e3 білий слон · f3 білий ферзь · a2 білий пішак · b2 білий пішак · d2 білий кінь · f2 білий пішак · h2 білий пішак · a1 біла тура · e1 білий король · h1 біла тура | c8 чорний король · e8 чорна тура · f8 чорний слон · h8 чорна тура · a7 чорний пішак · b7 чорний пішак · c7 чорний пішак · g7 чорний пішак · h7 чорний пішак · c6 чорний кінь · d6 чорний пішак · f6 чорний ферзь · f5 чорний слон · c4 білий слон · f4 білий пішак · c3 білий пішак · e3 білий слон · f3 білий ферзь · a2 білий пішак · b2 білий пішак · d2 білий кінь · f2 білий пішак · h2 білий пішак · a1 біла тура · e1 білий король · h1 біла тура | 7 |
| 6 | c8 чорний король · e8 чорна тура · f8 чорний слон · h8 чорна тура · a7 чорний пішак · b7 чорний пішак · c7 чорний пішак · g7 чорний пішак · h7 чорний пішак · c6 чорний кінь · d6 чорний пішак · f6 чорний ферзь · f5 чорний слон · c4 білий слон · f4 білий пішак · c3 білий пішак · e3 білий слон · f3 білий ферзь · a2 білий пішак · b2 білий пішак · d2 білий кінь · f2 білий пішак · h2 білий пішак · a1 біла тура · e1 білий король · h1 біла тура | c8 чорний король · e8 чорна тура · f8 чорний слон · h8 чорна тура · a7 чорний пішак · b7 чорний пішак · c7 чорний пішак · g7 чорний пішак · h7 чорний пішак · c6 чорний кінь · d6 чорний пішак · f6 чорний ферзь · f5 чорний слон · c4 білий слон · f4 білий пішак · c3 білий пішак · e3 білий слон · f3 білий ферзь · a2 білий пішак · b2 білий пішак · d2 білий кінь · f2 білий пішак · h2 білий пішак · a1 біла тура · e1 білий король · h1 біла тура | c8 чорний король · e8 чорна тура · f8 чорний слон · h8 чорна тура · a7 чорний пішак · b7 чорний пішак · c7 чорний пішак · g7 чорний пішак · h7 чорний пішак · c6 чорний кінь · d6 чорний пішак · f6 чорний ферзь · f5 чорний слон · c4 білий слон · f4 білий пішак · c3 білий пішак · e3 білий слон · f3 білий ферзь · a2 білий пішак · b2 білий пішак · d2 білий кінь · f2 білий пішак · h2 білий пішак · a1 біла тура · e1 білий король · h1 біла тура | c8 чорний король · e8 чорна тура · f8 чорний слон · h8 чорна тура · a7 чорний пішак · b7 чорний пішак · c7 чорний пішак · g7 чорний пішак · h7 чорний пішак · c6 чорний кінь · d6 чорний пішак · f6 чорний ферзь · f5 чорний слон · c4 білий слон · f4 білий пішак · c3 білий пішак · e3 білий слон · f3 білий ферзь · a2 білий пішак · b2 білий пішак · d2 білий кінь · f2 білий пішак · h2 білий пішак · a1 біла тура · e1 білий король · h1 біла тура | c8 чорний король · e8 чорна тура · f8 чорний слон · h8 чорна тура · a7 чорний пішак · b7 чорний пішак · c7 чорний пішак · g7 чорний пішак · h7 чорний пішак · c6 чорний кінь · d6 чорний пішак · f6 чорний ферзь · f5 чорний слон · c4 білий слон · f4 білий пішак · c3 білий пішак · e3 білий слон · f3 білий ферзь · a2 білий пішак · b2 білий пішак · d2 білий кінь · f2 білий пішак · h2 білий пішак · a1 біла тура · e1 білий король · h1 біла тура | c8 чорний король · e8 чорна тура · f8 чорний слон · h8 чорна тура · a7 чорний пішак · b7 чорний пішак · c7 чорний пішак · g7 чорний пішак · h7 чорний пішак · c6 чорний кінь · d6 чорний пішак · f6 чорний ферзь · f5 чорний слон · c4 білий слон · f4 білий пішак · c3 білий пішак · e3 білий слон · f3 білий ферзь · a2 білий пішак · b2 білий пішак · d2 білий кінь · f2 білий пішак · h2 білий пішак · a1 біла тура · e1 білий король · h1 біла тура | c8 чорний король · e8 чорна тура · f8 чорний слон · h8 чорна тура · a7 чорний пішак · b7 чорний пішак · c7 чорний пішак · g7 чорний пішак · h7 чорний пішак · c6 чорний кінь · d6 чорний пішак · f6 чорний ферзь · f5 чорний слон · c4 білий слон · f4 білий пішак · c3 білий пішак · e3 білий слон · f3 білий ферзь · a2 білий пішак · b2 білий пішак · d2 білий кінь · f2 білий пішак · h2 білий пішак · a1 біла тура · e1 білий король · h1 біла тура | c8 чорний король · e8 чорна тура · f8 чорний слон · h8 чорна тура · a7 чорний пішак · b7 чорний пішак · c7 чорний пішак · g7 чорний пішак · h7 чорний пішак · c6 чорний кінь · d6 чорний пішак · f6 чорний ферзь · f5 чорний слон · c4 білий слон · f4 білий пішак · c3 білий пішак · e3 білий слон · f3 білий ферзь · a2 білий пішак · b2 білий пішак · d2 білий кінь · f2 білий пішак · h2 білий пішак · a1 біла тура · e1 білий король · h1 біла тура | 6 |
| 5 | c8 чорний король · e8 чорна тура · f8 чорний слон · h8 чорна тура · a7 чорний пішак · b7 чорний пішак · c7 чорний пішак · g7 чорний пішак · h7 чорний пішак · c6 чорний кінь · d6 чорний пішак · f6 чорний ферзь · f5 чорний слон · c4 білий слон · f4 білий пішак · c3 білий пішак · e3 білий слон · f3 білий ферзь · a2 білий пішак · b2 білий пішак · d2 білий кінь · f2 білий пішак · h2 білий пішак · a1 біла тура · e1 білий король · h1 біла тура | c8 чорний король · e8 чорна тура · f8 чорний слон · h8 чорна тура · a7 чорний пішак · b7 чорний пішак · c7 чорний пішак · g7 чорний пішак · h7 чорний пішак · c6 чорний кінь · d6 чорний пішак · f6 чорний ферзь · f5 чорний слон · c4 білий слон · f4 білий пішак · c3 білий пішак · e3 білий слон · f3 білий ферзь · a2 білий пішак · b2 білий пішак · d2 білий кінь · f2 білий пішак · h2 білий пішак · a1 біла тура · e1 білий король · h1 біла тура | c8 чорний король · e8 чорна тура · f8 чорний слон · h8 чорна тура · a7 чорний пішак · b7 чорний пішак · c7 чорний пішак · g7 чорний пішак · h7 чорний пішак · c6 чорний кінь · d6 чорний пішак · f6 чорний ферзь · f5 чорний слон · c4 білий слон · f4 білий пішак · c3 білий пішак · e3 білий слон · f3 білий ферзь · a2 білий пішак · b2 білий пішак · d2 білий кінь · f2 білий пішак · h2 білий пішак · a1 біла тура · e1 білий король · h1 біла тура | c8 чорний король · e8 чорна тура · f8 чорний слон · h8 чорна тура · a7 чорний пішак · b7 чорний пішак · c7 чорний пішак · g7 чорний пішак · h7 чорний пішак · c6 чорний кінь · d6 чорний пішак · f6 чорний ферзь · f5 чорний слон · c4 білий слон · f4 білий пішак · c3 білий пішак · e3 білий слон · f3 білий ферзь · a2 білий пішак · b2 білий пішак · d2 білий кінь · f2 білий пішак · h2 білий пішак · a1 біла тура · e1 білий король · h1 біла тура | c8 чорний король · e8 чорна тура · f8 чорний слон · h8 чорна тура · a7 чорний пішак · b7 чорний пішак · c7 чорний пішак · g7 чорний пішак · h7 чорний пішак · c6 чорний кінь · d6 чорний пішак · f6 чорний ферзь · f5 чорний слон · c4 білий слон · f4 білий пішак · c3 білий пішак · e3 білий слон · f3 білий ферзь · a2 білий пішак · b2 білий пішак · d2 білий кінь · f2 білий пішак · h2 білий пішак · a1 біла тура · e1 білий король · h1 біла тура | c8 чорний король · e8 чорна тура · f8 чорний слон · h8 чорна тура · a7 чорний пішак · b7 чорний пішак · c7 чорний пішак · g7 чорний пішак · h7 чорний пішак · c6 чорний кінь · d6 чорний пішак · f6 чорний ферзь · f5 чорний слон · c4 білий слон · f4 білий пішак · c3 білий пішак · e3 білий слон · f3 білий ферзь · a2 білий пішак · b2 білий пішак · d2 білий кінь · f2 білий пішак · h2 білий пішак · a1 біла тура · e1 білий король · h1 біла тура | c8 чорний король · e8 чорна тура · f8 чорний слон · h8 чорна тура · a7 чорний пішак · b7 чорний пішак · c7 чорний пішак · g7 чорний пішак · h7 чорний пішак · c6 чорний кінь · d6 чорний пішак · f6 чорний ферзь · f5 чорний слон · c4 білий слон · f4 білий пішак · c3 білий пішак · e3 білий слон · f3 білий ферзь · a2 білий пішак · b2 білий пішак · d2 білий кінь · f2 білий пішак · h2 білий пішак · a1 біла тура · e1 білий король · h1 біла тура | c8 чорний король · e8 чорна тура · f8 чорний слон · h8 чорна тура · a7 чорний пішак · b7 чорний пішак · c7 чорний пішак · g7 чорний пішак · h7 чорний пішак · c6 чорний кінь · d6 чорний пішак · f6 чорний ферзь · f5 чорний слон · c4 білий слон · f4 білий пішак · c3 білий пішак · e3 білий слон · f3 білий ферзь · a2 білий пішак · b2 білий пішак · d2 білий кінь · f2 білий пішак · h2 білий пішак · a1 біла тура · e1 білий король · h1 біла тура | 5 |
| 4 | c8 чорний король · e8 чорна тура · f8 чорний слон · h8 чорна тура · a7 чорний пішак · b7 чорний пішак · c7 чорний пішак · g7 чорний пішак · h7 чорний пішак · c6 чорний кінь · d6 чорний пішак · f6 чорний ферзь · f5 чорний слон · c4 білий слон · f4 білий пішак · c3 білий пішак · e3 білий слон · f3 білий ферзь · a2 білий пішак · b2 білий пішак · d2 білий кінь · f2 білий пішак · h2 білий пішак · a1 біла тура · e1 білий король · h1 біла тура | c8 чорний король · e8 чорна тура · f8 чорний слон · h8 чорна тура · a7 чорний пішак · b7 чорний пішак · c7 чорний пішак · g7 чорний пішак · h7 чорний пішак · c6 чорний кінь · d6 чорний пішак · f6 чорний ферзь · f5 чорний слон · c4 білий слон · f4 білий пішак · c3 білий пішак · e3 білий слон · f3 білий ферзь · a2 білий пішак · b2 білий пішак · d2 білий кінь · f2 білий пішак · h2 білий пішак · a1 біла тура · e1 білий король · h1 біла тура | c8 чорний король · e8 чорна тура · f8 чорний слон · h8 чорна тура · a7 чорний пішак · b7 чорний пішак · c7 чорний пішак · g7 чорний пішак · h7 чорний пішак · c6 чорний кінь · d6 чорний пішак · f6 чорний ферзь · f5 чорний слон · c4 білий слон · f4 білий пішак · c3 білий пішак · e3 білий слон · f3 білий ферзь · a2 білий пішак · b2 білий пішак · d2 білий кінь · f2 білий пішак · h2 білий пішак · a1 біла тура · e1 білий король · h1 біла тура | c8 чорний король · e8 чорна тура · f8 чорний слон · h8 чорна тура · a7 чорний пішак · b7 чорний пішак · c7 чорний пішак · g7 чорний пішак · h7 чорний пішак · c6 чорний кінь · d6 чорний пішак · f6 чорний ферзь · f5 чорний слон · c4 білий слон · f4 білий пішак · c3 білий пішак · e3 білий слон · f3 білий ферзь · a2 білий пішак · b2 білий пішак · d2 білий кінь · f2 білий пішак · h2 білий пішак · a1 біла тура · e1 білий король · h1 біла тура | c8 чорний король · e8 чорна тура · f8 чорний слон · h8 чорна тура · a7 чорний пішак · b7 чорний пішак · c7 чорний пішак · g7 чорний пішак · h7 чорний пішак · c6 чорний кінь · d6 чорний пішак · f6 чорний ферзь · f5 чорний слон · c4 білий слон · f4 білий пішак · c3 білий пішак · e3 білий слон · f3 білий ферзь · a2 білий пішак · b2 білий пішак · d2 білий кінь · f2 білий пішак · h2 білий пішак · a1 біла тура · e1 білий король · h1 біла тура | c8 чорний король · e8 чорна тура · f8 чорний слон · h8 чорна тура · a7 чорний пішак · b7 чорний пішак · c7 чорний пішак · g7 чорний пішак · h7 чорний пішак · c6 чорний кінь · d6 чорний пішак · f6 чорний ферзь · f5 чорний слон · c4 білий слон · f4 білий пішак · c3 білий пішак · e3 білий слон · f3 білий ферзь · a2 білий пішак · b2 білий пішак · d2 білий кінь · f2 білий пішак · h2 білий пішак · a1 біла тура · e1 білий король · h1 біла тура | c8 чорний король · e8 чорна тура · f8 чорний слон · h8 чорна тура · a7 чорний пішак · b7 чорний пішак · c7 чорний пішак · g7 чорний пішак · h7 чорний пішак · c6 чорний кінь · d6 чорний пішак · f6 чорний ферзь · f5 чорний слон · c4 білий слон · f4 білий пішак · c3 білий пішак · e3 білий слон · f3 білий ферзь · a2 білий пішак · b2 білий пішак · d2 білий кінь · f2 білий пішак · h2 білий пішак · a1 біла тура · e1 білий король · h1 біла тура | c8 чорний король · e8 чорна тура · f8 чорний слон · h8 чорна тура · a7 чорний пішак · b7 чорний пішак · c7 чорний пішак · g7 чорний пішак · h7 чорний пішак · c6 чорний кінь · d6 чорний пішак · f6 чорний ферзь · f5 чорний слон · c4 білий слон · f4 білий пішак · c3 білий пішак · e3 білий слон · f3 білий ферзь · a2 білий пішак · b2 білий пішак · d2 білий кінь · f2 білий пішак · h2 білий пішак · a1 біла тура · e1 білий король · h1 біла тура | 4 |
| 3 | c8 чорний король · e8 чорна тура · f8 чорний слон · h8 чорна тура · a7 чорний пішак · b7 чорний пішак · c7 чорний пішак · g7 чорний пішак · h7 чорний пішак · c6 чорний кінь · d6 чорний пішак · f6 чорний ферзь · f5 чорний слон · c4 білий слон · f4 білий пішак · c3 білий пішак · e3 білий слон · f3 білий ферзь · a2 білий пішак · b2 білий пішак · d2 білий кінь · f2 білий пішак · h2 білий пішак · a1 біла тура · e1 білий король · h1 біла тура | c8 чорний король · e8 чорна тура · f8 чорний слон · h8 чорна тура · a7 чорний пішак · b7 чорний пішак · c7 чорний пішак · g7 чорний пішак · h7 чорний пішак · c6 чорний кінь · d6 чорний пішак · f6 чорний ферзь · f5 чорний слон · c4 білий слон · f4 білий пішак · c3 білий пішак · e3 білий слон · f3 білий ферзь · a2 білий пішак · b2 білий пішак · d2 білий кінь · f2 білий пішак · h2 білий пішак · a1 біла тура · e1 білий король · h1 біла тура | c8 чорний король · e8 чорна тура · f8 чорний слон · h8 чорна тура · a7 чорний пішак · b7 чорний пішак · c7 чорний пішак · g7 чорний пішак · h7 чорний пішак · c6 чорний кінь · d6 чорний пішак · f6 чорний ферзь · f5 чорний слон · c4 білий слон · f4 білий пішак · c3 білий пішак · e3 білий слон · f3 білий ферзь · a2 білий пішак · b2 білий пішак · d2 білий кінь · f2 білий пішак · h2 білий пішак · a1 біла тура · e1 білий король · h1 біла тура | c8 чорний король · e8 чорна тура · f8 чорний слон · h8 чорна тура · a7 чорний пішак · b7 чорний пішак · c7 чорний пішак · g7 чорний пішак · h7 чорний пішак · c6 чорний кінь · d6 чорний пішак · f6 чорний ферзь · f5 чорний слон · c4 білий слон · f4 білий пішак · c3 білий пішак · e3 білий слон · f3 білий ферзь · a2 білий пішак · b2 білий пішак · d2 білий кінь · f2 білий пішак · h2 білий пішак · a1 біла тура · e1 білий король · h1 біла тура | c8 чорний король · e8 чорна тура · f8 чорний слон · h8 чорна тура · a7 чорний пішак · b7 чорний пішак · c7 чорний пішак · g7 чорний пішак · h7 чорний пішак · c6 чорний кінь · d6 чорний пішак · f6 чорний ферзь · f5 чорний слон · c4 білий слон · f4 білий пішак · c3 білий пішак · e3 білий слон · f3 білий ферзь · a2 білий пішак · b2 білий пішак · d2 білий кінь · f2 білий пішак · h2 білий пішак · a1 біла тура · e1 білий король · h1 біла тура | c8 чорний король · e8 чорна тура · f8 чорний слон · h8 чорна тура · a7 чорний пішак · b7 чорний пішак · c7 чорний пішак · g7 чорний пішак · h7 чорний пішак · c6 чорний кінь · d6 чорний пішак · f6 чорний ферзь · f5 чорний слон · c4 білий слон · f4 білий пішак · c3 білий пішак · e3 білий слон · f3 білий ферзь · a2 білий пішак · b2 білий пішак · d2 білий кінь · f2 білий пішак · h2 білий пішак · a1 біла тура · e1 білий король · h1 біла тура | c8 чорний король · e8 чорна тура · f8 чорний слон · h8 чорна тура · a7 чорний пішак · b7 чорний пішак · c7 чорний пішак · g7 чорний пішак · h7 чорний пішак · c6 чорний кінь · d6 чорний пішак · f6 чорний ферзь · f5 чорний слон · c4 білий слон · f4 білий пішак · c3 білий пішак · e3 білий слон · f3 білий ферзь · a2 білий пішак · b2 білий пішак · d2 білий кінь · f2 білий пішак · h2 білий пішак · a1 біла тура · e1 білий король · h1 біла тура | c8 чорний король · e8 чорна тура · f8 чорний слон · h8 чорна тура · a7 чорний пішак · b7 чорний пішак · c7 чорний пішак · g7 чорний пішак · h7 чорний пішак · c6 чорний кінь · d6 чорний пішак · f6 чорний ферзь · f5 чорний слон · c4 білий слон · f4 білий пішак · c3 білий пішак · e3 білий слон · f3 білий ферзь · a2 білий пішак · b2 білий пішак · d2 білий кінь · f2 білий пішак · h2 білий пішак · a1 біла тура · e1 білий король · h1 біла тура | 3 |
| 2 | c8 чорний король · e8 чорна тура · f8 чорний слон · h8 чорна тура · a7 чорний пішак · b7 чорний пішак · c7 чорний пішак · g7 чорний пішак · h7 чорний пішак · c6 чорний кінь · d6 чорний пішак · f6 чорний ферзь · f5 чорний слон · c4 білий слон · f4 білий пішак · c3 білий пішак · e3 білий слон · f3 білий ферзь · a2 білий пішак · b2 білий пішак · d2 білий кінь · f2 білий пішак · h2 білий пішак · a1 біла тура · e1 білий король · h1 біла тура | c8 чорний король · e8 чорна тура · f8 чорний слон · h8 чорна тура · a7 чорний пішак · b7 чорний пішак · c7 чорний пішак · g7 чорний пішак · h7 чорний пішак · c6 чорний кінь · d6 чорний пішак · f6 чорний ферзь · f5 чорний слон · c4 білий слон · f4 білий пішак · c3 білий пішак · e3 білий слон · f3 білий ферзь · a2 білий пішак · b2 білий пішак · d2 білий кінь · f2 білий пішак · h2 білий пішак · a1 біла тура · e1 білий король · h1 біла тура | c8 чорний король · e8 чорна тура · f8 чорний слон · h8 чорна тура · a7 чорний пішак · b7 чорний пішак · c7 чорний пішак · g7 чорний пішак · h7 чорний пішак · c6 чорний кінь · d6 чорний пішак · f6 чорний ферзь · f5 чорний слон · c4 білий слон · f4 білий пішак · c3 білий пішак · e3 білий слон · f3 білий ферзь · a2 білий пішак · b2 білий пішак · d2 білий кінь · f2 білий пішак · h2 білий пішак · a1 біла тура · e1 білий король · h1 біла тура | c8 чорний король · e8 чорна тура · f8 чорний слон · h8 чорна тура · a7 чорний пішак · b7 чорний пішак · c7 чорний пішак · g7 чорний пішак · h7 чорний пішак · c6 чорний кінь · d6 чорний пішак · f6 чорний ферзь · f5 чорний слон · c4 білий слон · f4 білий пішак · c3 білий пішак · e3 білий слон · f3 білий ферзь · a2 білий пішак · b2 білий пішак · d2 білий кінь · f2 білий пішак · h2 білий пішак · a1 біла тура · e1 білий король · h1 біла тура | c8 чорний король · e8 чорна тура · f8 чорний слон · h8 чорна тура · a7 чорний пішак · b7 чорний пішак · c7 чорний пішак · g7 чорний пішак · h7 чорний пішак · c6 чорний кінь · d6 чорний пішак · f6 чорний ферзь · f5 чорний слон · c4 білий слон · f4 білий пішак · c3 білий пішак · e3 білий слон · f3 білий ферзь · a2 білий пішак · b2 білий пішак · d2 білий кінь · f2 білий пішак · h2 білий пішак · a1 біла тура · e1 білий король · h1 біла тура | c8 чорний король · e8 чорна тура · f8 чорний слон · h8 чорна тура · a7 чорний пішак · b7 чорний пішак · c7 чорний пішак · g7 чорний пішак · h7 чорний пішак · c6 чорний кінь · d6 чорний пішак · f6 чорний ферзь · f5 чорний слон · c4 білий слон · f4 білий пішак · c3 білий пішак · e3 білий слон · f3 білий ферзь · a2 білий пішак · b2 білий пішак · d2 білий кінь · f2 білий пішак · h2 білий пішак · a1 біла тура · e1 білий король · h1 біла тура | c8 чорний король · e8 чорна тура · f8 чорний слон · h8 чорна тура · a7 чорний пішак · b7 чорний пішак · c7 чорний пішак · g7 чорний пішак · h7 чорний пішак · c6 чорний кінь · d6 чорний пішак · f6 чорний ферзь · f5 чорний слон · c4 білий слон · f4 білий пішак · c3 білий пішак · e3 білий слон · f3 білий ферзь · a2 білий пішак · b2 білий пішак · d2 білий кінь · f2 білий пішак · h2 білий пішак · a1 біла тура · e1 білий король · h1 біла тура | c8 чорний король · e8 чорна тура · f8 чорний слон · h8 чорна тура · a7 чорний пішак · b7 чорний пішак · c7 чорний пішак · g7 чорний пішак · h7 чорний пішак · c6 чорний кінь · d6 чорний пішак · f6 чорний ферзь · f5 чорний слон · c4 білий слон · f4 білий пішак · c3 білий пішак · e3 білий слон · f3 білий ферзь · a2 білий пішак · b2 білий пішак · d2 білий кінь · f2 білий пішак · h2 білий пішак · a1 біла тура · e1 білий король · h1 біла тура | 2 |
| 1 | c8 чорний король · e8 чорна тура · f8 чорний слон · h8 чорна тура · a7 чорний пішак · b7 чорний пішак · c7 чорний пішак · g7 чорний пішак · h7 чорний пішак · c6 чорний кінь · d6 чорний пішак · f6 чорний ферзь · f5 чорний слон · c4 білий слон · f4 білий пішак · c3 білий пішак · e3 білий слон · f3 білий ферзь · a2 білий пішак · b2 білий пішак · d2 білий кінь · f2 білий пішак · h2 білий пішак · a1 біла тура · e1 білий король · h1 біла тура | c8 чорний король · e8 чорна тура · f8 чорний слон · h8 чорна тура · a7 чорний пішак · b7 чорний пішак · c7 чорний пішак · g7 чорний пішак · h7 чорний пішак · c6 чорний кінь · d6 чорний пішак · f6 чорний ферзь · f5 чорний слон · c4 білий слон · f4 білий пішак · c3 білий пішак · e3 білий слон · f3 білий ферзь · a2 білий пішак · b2 білий пішак · d2 білий кінь · f2 білий пішак · h2 білий пішак · a1 біла тура · e1 білий король · h1 біла тура | c8 чорний король · e8 чорна тура · f8 чорний слон · h8 чорна тура · a7 чорний пішак · b7 чорний пішак · c7 чорний пішак · g7 чорний пішак · h7 чорний пішак · c6 чорний кінь · d6 чорний пішак · f6 чорний ферзь · f5 чорний слон · c4 білий слон · f4 білий пішак · c3 білий пішак · e3 білий слон · f3 білий ферзь · a2 білий пішак · b2 білий пішак · d2 білий кінь · f2 білий пішак · h2 білий пішак · a1 біла тура · e1 білий король · h1 біла тура | c8 чорний король · e8 чорна тура · f8 чорний слон · h8 чорна тура · a7 чорний пішак · b7 чорний пішак · c7 чорний пішак · g7 чорний пішак · h7 чорний пішак · c6 чорний кінь · d6 чорний пішак · f6 чорний ферзь · f5 чорний слон · c4 білий слон · f4 білий пішак · c3 білий пішак · e3 білий слон · f3 білий ферзь · a2 білий пішак · b2 білий пішак · d2 білий кінь · f2 білий пішак · h2 білий пішак · a1 біла тура · e1 білий король · h1 біла тура | c8 чорний король · e8 чорна тура · f8 чорний слон · h8 чорна тура · a7 чорний пішак · b7 чорний пішак · c7 чорний пішак · g7 чорний пішак · h7 чорний пішак · c6 чорний кінь · d6 чорний пішак · f6 чорний ферзь · f5 чорний слон · c4 білий слон · f4 білий пішак · c3 білий пішак · e3 білий слон · f3 білий ферзь · a2 білий пішак · b2 білий пішак · d2 білий кінь · f2 білий пішак · h2 білий пішак · a1 біла тура · e1 білий король · h1 біла тура | c8 чорний король · e8 чорна тура · f8 чорний слон · h8 чорна тура · a7 чорний пішак · b7 чорний пішак · c7 чорний пішак · g7 чорний пішак · h7 чорний пішак · c6 чорний кінь · d6 чорний пішак · f6 чорний ферзь · f5 чорний слон · c4 білий слон · f4 білий пішак · c3 білий пішак · e3 білий слон · f3 білий ферзь · a2 білий пішак · b2 білий пішак · d2 білий кінь · f2 білий пішак · h2 білий пішак · a1 біла тура · e1 білий король · h1 біла тура | c8 чорний король · e8 чорна тура · f8 чорний слон · h8 чорна тура · a7 чорний пішак · b7 чорний пішак · c7 чорний пішак · g7 чорний пішак · h7 чорний пішак · c6 чорний кінь · d6 чорний пішак · f6 чорний ферзь · f5 чорний слон · c4 білий слон · f4 білий пішак · c3 білий пішак · e3 білий слон · f3 білий ферзь · a2 білий пішак · b2 білий пішак · d2 білий кінь · f2 білий пішак · h2 білий пішак · a1 біла тура · e1 білий король · h1 біла тура | c8 чорний король · e8 чорна тура · f8 чорний слон · h8 чорна тура · a7 чорний пішак · b7 чорний пішак · c7 чорний пішак · g7 чорний пішак · h7 чорний пішак · c6 чорний кінь · d6 чорний пішак · f6 чорний ферзь · f5 чорний слон · c4 білий слон · f4 білий пішак · c3 білий пішак · e3 білий слон · f3 білий ферзь · a2 білий пішак · b2 білий пішак · d2 білий кінь · f2 білий пішак · h2 білий пішак · a1 біла тура · e1 білий король · h1 біла тура | 1 |
|   | a | b | c | d | e | f | g | h |   |

|   | a | b | c | d | e | f | g | h |   |
| 8 | c8 чорний король · e8 чорна тура · h8 чорна тура · a7 чорний пішак · b7 чорний пішак · c7 чорний пішак · g7 чорний пішак · h7 чорний пішак · c6 чорний кінь · d5 білий слон · f5 чорний слон · f4 білий пішак · a3 чорний слон · c3 білий пішак · e3 білий слон · f3 білий ферзь · a2 білий пішак · d2 білий кінь · f2 білий пішак · h2 білий пішак · c1 білий король · d1 біла тура · h1 біла тура | c8 чорний король · e8 чорна тура · h8 чорна тура · a7 чорний пішак · b7 чорний пішак · c7 чорний пішак · g7 чорний пішак · h7 чорний пішак · c6 чорний кінь · d5 білий слон · f5 чорний слон · f4 білий пішак · a3 чорний слон · c3 білий пішак · e3 білий слон · f3 білий ферзь · a2 білий пішак · d2 білий кінь · f2 білий пішак · h2 білий пішак · c1 білий король · d1 біла тура · h1 біла тура | c8 чорний король · e8 чорна тура · h8 чорна тура · a7 чорний пішак · b7 чорний пішак · c7 чорний пішак · g7 чорний пішак · h7 чорний пішак · c6 чорний кінь · d5 білий слон · f5 чорний слон · f4 білий пішак · a3 чорний слон · c3 білий пішак · e3 білий слон · f3 білий ферзь · a2 білий пішак · d2 білий кінь · f2 білий пішак · h2 білий пішак · c1 білий король · d1 біла тура · h1 біла тура | c8 чорний король · e8 чорна тура · h8 чорна тура · a7 чорний пішак · b7 чорний пішак · c7 чорний пішак · g7 чорний пішак · h7 чорний пішак · c6 чорний кінь · d5 білий слон · f5 чорний слон · f4 білий пішак · a3 чорний слон · c3 білий пішак · e3 білий слон · f3 білий ферзь · a2 білий пішак · d2 білий кінь · f2 білий пішак · h2 білий пішак · c1 білий король · d1 біла тура · h1 біла тура | c8 чорний король · e8 чорна тура · h8 чорна тура · a7 чорний пішак · b7 чорний пішак · c7 чорний пішак · g7 чорний пішак · h7 чорний пішак · c6 чорний кінь · d5 білий слон · f5 чорний слон · f4 білий пішак · a3 чорний слон · c3 білий пішак · e3 білий слон · f3 білий ферзь · a2 білий пішак · d2 білий кінь · f2 білий пішак · h2 білий пішак · c1 білий король · d1 біла тура · h1 біла тура | c8 чорний король · e8 чорна тура · h8 чорна тура · a7 чорний пішак · b7 чорний пішак · c7 чорний пішак · g7 чорний пішак · h7 чорний пішак · c6 чорний кінь · d5 білий слон · f5 чорний слон · f4 білий пішак · a3 чорний слон · c3 білий пішак · e3 білий слон · f3 білий ферзь · a2 білий пішак · d2 білий кінь · f2 білий пішак · h2 білий пішак · c1 білий король · d1 біла тура · h1 біла тура | c8 чорний король · e8 чорна тура · h8 чорна тура · a7 чорний пішак · b7 чорний пішак · c7 чорний пішак · g7 чорний пішак · h7 чорний пішак · c6 чорний кінь · d5 білий слон · f5 чорний слон · f4 білий пішак · a3 чорний слон · c3 білий пішак · e3 білий слон · f3 білий ферзь · a2 білий пішак · d2 білий кінь · f2 білий пішак · h2 білий пішак · c1 білий король · d1 біла тура · h1 біла тура | c8 чорний король · e8 чорна тура · h8 чорна тура · a7 чорний пішак · b7 чорний пішак · c7 чорний пішак · g7 чорний пішак · h7 чорний пішак · c6 чорний кінь · d5 білий слон · f5 чорний слон · f4 білий пішак · a3 чорний слон · c3 білий пішак · e3 білий слон · f3 білий ферзь · a2 білий пішак · d2 білий кінь · f2 білий пішак · h2 білий пішак · c1 білий король · d1 біла тура · h1 біла тура | 8 |
| 7 | c8 чорний король · e8 чорна тура · h8 чорна тура · a7 чорний пішак · b7 чорний пішак · c7 чорний пішак · g7 чорний пішак · h7 чорний пішак · c6 чорний кінь · d5 білий слон · f5 чорний слон · f4 білий пішак · a3 чорний слон · c3 білий пішак · e3 білий слон · f3 білий ферзь · a2 білий пішак · d2 білий кінь · f2 білий пішак · h2 білий пішак · c1 білий король · d1 біла тура · h1 біла тура | c8 чорний король · e8 чорна тура · h8 чорна тура · a7 чорний пішак · b7 чорний пішак · c7 чорний пішак · g7 чорний пішак · h7 чорний пішак · c6 чорний кінь · d5 білий слон · f5 чорний слон · f4 білий пішак · a3 чорний слон · c3 білий пішак · e3 білий слон · f3 білий ферзь · a2 білий пішак · d2 білий кінь · f2 білий пішак · h2 білий пішак · c1 білий король · d1 біла тура · h1 біла тура | c8 чорний король · e8 чорна тура · h8 чорна тура · a7 чорний пішак · b7 чорний пішак · c7 чорний пішак · g7 чорний пішак · h7 чорний пішак · c6 чорний кінь · d5 білий слон · f5 чорний слон · f4 білий пішак · a3 чорний слон · c3 білий пішак · e3 білий слон · f3 білий ферзь · a2 білий пішак · d2 білий кінь · f2 білий пішак · h2 білий пішак · c1 білий король · d1 біла тура · h1 біла тура | c8 чорний король · e8 чорна тура · h8 чорна тура · a7 чорний пішак · b7 чорний пішак · c7 чорний пішак · g7 чорний пішак · h7 чорний пішак · c6 чорний кінь · d5 білий слон · f5 чорний слон · f4 білий пішак · a3 чорний слон · c3 білий пішак · e3 білий слон · f3 білий ферзь · a2 білий пішак · d2 білий кінь · f2 білий пішак · h2 білий пішак · c1 білий король · d1 біла тура · h1 біла тура | c8 чорний король · e8 чорна тура · h8 чорна тура · a7 чорний пішак · b7 чорний пішак · c7 чорний пішак · g7 чорний пішак · h7 чорний пішак · c6 чорний кінь · d5 білий слон · f5 чорний слон · f4 білий пішак · a3 чорний слон · c3 білий пішак · e3 білий слон · f3 білий ферзь · a2 білий пішак · d2 білий кінь · f2 білий пішак · h2 білий пішак · c1 білий король · d1 біла тура · h1 біла тура | c8 чорний король · e8 чорна тура · h8 чорна тура · a7 чорний пішак · b7 чорний пішак · c7 чорний пішак · g7 чорний пішак · h7 чорний пішак · c6 чорний кінь · d5 білий слон · f5 чорний слон · f4 білий пішак · a3 чорний слон · c3 білий пішак · e3 білий слон · f3 білий ферзь · a2 білий пішак · d2 білий кінь · f2 білий пішак · h2 білий пішак · c1 білий король · d1 біла тура · h1 біла тура | c8 чорний король · e8 чорна тура · h8 чорна тура · a7 чорний пішак · b7 чорний пішак · c7 чорний пішак · g7 чорний пішак · h7 чорний пішак · c6 чорний кінь · d5 білий слон · f5 чорний слон · f4 білий пішак · a3 чорний слон · c3 білий пішак · e3 білий слон · f3 білий ферзь · a2 білий пішак · d2 білий кінь · f2 білий пішак · h2 білий пішак · c1 білий король · d1 біла тура · h1 біла тура | c8 чорний король · e8 чорна тура · h8 чорна тура · a7 чорний пішак · b7 чорний пішак · c7 чорний пішак · g7 чорний пішак · h7 чорний пішак · c6 чорний кінь · d5 білий слон · f5 чорний слон · f4 білий пішак · a3 чорний слон · c3 білий пішак · e3 білий слон · f3 білий ферзь · a2 білий пішак · d2 білий кінь · f2 білий пішак · h2 білий пішак · c1 білий король · d1 біла тура · h1 біла тура | 7 |
| 6 | c8 чорний король · e8 чорна тура · h8 чорна тура · a7 чорний пішак · b7 чорний пішак · c7 чорний пішак · g7 чорний пішак · h7 чорний пішак · c6 чорний кінь · d5 білий слон · f5 чорний слон · f4 білий пішак · a3 чорний слон · c3 білий пішак · e3 білий слон · f3 білий ферзь · a2 білий пішак · d2 білий кінь · f2 білий пішак · h2 білий пішак · c1 білий король · d1 біла тура · h1 біла тура | c8 чорний король · e8 чорна тура · h8 чорна тура · a7 чорний пішак · b7 чорний пішак · c7 чорний пішак · g7 чорний пішак · h7 чорний пішак · c6 чорний кінь · d5 білий слон · f5 чорний слон · f4 білий пішак · a3 чорний слон · c3 білий пішак · e3 білий слон · f3 білий ферзь · a2 білий пішак · d2 білий кінь · f2 білий пішак · h2 білий пішак · c1 білий король · d1 біла тура · h1 біла тура | c8 чорний король · e8 чорна тура · h8 чорна тура · a7 чорний пішак · b7 чорний пішак · c7 чорний пішак · g7 чорний пішак · h7 чорний пішак · c6 чорний кінь · d5 білий слон · f5 чорний слон · f4 білий пішак · a3 чорний слон · c3 білий пішак · e3 білий слон · f3 білий ферзь · a2 білий пішак · d2 білий кінь · f2 білий пішак · h2 білий пішак · c1 білий король · d1 біла тура · h1 біла тура | c8 чорний король · e8 чорна тура · h8 чорна тура · a7 чорний пішак · b7 чорний пішак · c7 чорний пішак · g7 чорний пішак · h7 чорний пішак · c6 чорний кінь · d5 білий слон · f5 чорний слон · f4 білий пішак · a3 чорний слон · c3 білий пішак · e3 білий слон · f3 білий ферзь · a2 білий пішак · d2 білий кінь · f2 білий пішак · h2 білий пішак · c1 білий король · d1 біла тура · h1 біла тура | c8 чорний король · e8 чорна тура · h8 чорна тура · a7 чорний пішак · b7 чорний пішак · c7 чорний пішак · g7 чорний пішак · h7 чорний пішак · c6 чорний кінь · d5 білий слон · f5 чорний слон · f4 білий пішак · a3 чорний слон · c3 білий пішак · e3 білий слон · f3 білий ферзь · a2 білий пішак · d2 білий кінь · f2 білий пішак · h2 білий пішак · c1 білий король · d1 біла тура · h1 біла тура | c8 чорний король · e8 чорна тура · h8 чорна тура · a7 чорний пішак · b7 чорний пішак · c7 чорний пішак · g7 чорний пішак · h7 чорний пішак · c6 чорний кінь · d5 білий слон · f5 чорний слон · f4 білий пішак · a3 чорний слон · c3 білий пішак · e3 білий слон · f3 білий ферзь · a2 білий пішак · d2 білий кінь · f2 білий пішак · h2 білий пішак · c1 білий король · d1 біла тура · h1 біла тура | c8 чорний король · e8 чорна тура · h8 чорна тура · a7 чорний пішак · b7 чорний пішак · c7 чорний пішак · g7 чорний пішак · h7 чорний пішак · c6 чорний кінь · d5 білий слон · f5 чорний слон · f4 білий пішак · a3 чорний слон · c3 білий пішак · e3 білий слон · f3 білий ферзь · a2 білий пішак · d2 білий кінь · f2 білий пішак · h2 білий пішак · c1 білий король · d1 біла тура · h1 біла тура | c8 чорний король · e8 чорна тура · h8 чорна тура · a7 чорний пішак · b7 чорний пішак · c7 чорний пішак · g7 чорний пішак · h7 чорний пішак · c6 чорний кінь · d5 білий слон · f5 чорний слон · f4 білий пішак · a3 чорний слон · c3 білий пішак · e3 білий слон · f3 білий ферзь · a2 білий пішак · d2 білий кінь · f2 білий пішак · h2 білий пішак · c1 білий король · d1 біла тура · h1 біла тура | 6 |
| 5 | c8 чорний король · e8 чорна тура · h8 чорна тура · a7 чорний пішак · b7 чорний пішак · c7 чорний пішак · g7 чорний пішак · h7 чорний пішак · c6 чорний кінь · d5 білий слон · f5 чорний слон · f4 білий пішак · a3 чорний слон · c3 білий пішак · e3 білий слон · f3 білий ферзь · a2 білий пішак · d2 білий кінь · f2 білий пішак · h2 білий пішак · c1 білий король · d1 біла тура · h1 біла тура | c8 чорний король · e8 чорна тура · h8 чорна тура · a7 чорний пішак · b7 чорний пішак · c7 чорний пішак · g7 чорний пішак · h7 чорний пішак · c6 чорний кінь · d5 білий слон · f5 чорний слон · f4 білий пішак · a3 чорний слон · c3 білий пішак · e3 білий слон · f3 білий ферзь · a2 білий пішак · d2 білий кінь · f2 білий пішак · h2 білий пішак · c1 білий король · d1 біла тура · h1 біла тура | c8 чорний король · e8 чорна тура · h8 чорна тура · a7 чорний пішак · b7 чорний пішак · c7 чорний пішак · g7 чорний пішак · h7 чорний пішак · c6 чорний кінь · d5 білий слон · f5 чорний слон · f4 білий пішак · a3 чорний слон · c3 білий пішак · e3 білий слон · f3 білий ферзь · a2 білий пішак · d2 білий кінь · f2 білий пішак · h2 білий пішак · c1 білий король · d1 біла тура · h1 біла тура | c8 чорний король · e8 чорна тура · h8 чорна тура · a7 чорний пішак · b7 чорний пішак · c7 чорний пішак · g7 чорний пішак · h7 чорний пішак · c6 чорний кінь · d5 білий слон · f5 чорний слон · f4 білий пішак · a3 чорний слон · c3 білий пішак · e3 білий слон · f3 білий ферзь · a2 білий пішак · d2 білий кінь · f2 білий пішак · h2 білий пішак · c1 білий король · d1 біла тура · h1 біла тура | c8 чорний король · e8 чорна тура · h8 чорна тура · a7 чорний пішак · b7 чорний пішак · c7 чорний пішак · g7 чорний пішак · h7 чорний пішак · c6 чорний кінь · d5 білий слон · f5 чорний слон · f4 білий пішак · a3 чорний слон · c3 білий пішак · e3 білий слон · f3 білий ферзь · a2 білий пішак · d2 білий кінь · f2 білий пішак · h2 білий пішак · c1 білий король · d1 біла тура · h1 біла тура | c8 чорний король · e8 чорна тура · h8 чорна тура · a7 чорний пішак · b7 чорний пішак · c7 чорний пішак · g7 чорний пішак · h7 чорний пішак · c6 чорний кінь · d5 білий слон · f5 чорний слон · f4 білий пішак · a3 чорний слон · c3 білий пішак · e3 білий слон · f3 білий ферзь · a2 білий пішак · d2 білий кінь · f2 білий пішак · h2 білий пішак · c1 білий король · d1 біла тура · h1 біла тура | c8 чорний король · e8 чорна тура · h8 чорна тура · a7 чорний пішак · b7 чорний пішак · c7 чорний пішак · g7 чорний пішак · h7 чорний пішак · c6 чорний кінь · d5 білий слон · f5 чорний слон · f4 білий пішак · a3 чорний слон · c3 білий пішак · e3 білий слон · f3 білий ферзь · a2 білий пішак · d2 білий кінь · f2 білий пішак · h2 білий пішак · c1 білий король · d1 біла тура · h1 біла тура | c8 чорний король · e8 чорна тура · h8 чорна тура · a7 чорний пішак · b7 чорний пішак · c7 чорний пішак · g7 чорний пішак · h7 чорний пішак · c6 чорний кінь · d5 білий слон · f5 чорний слон · f4 білий пішак · a3 чорний слон · c3 білий пішак · e3 білий слон · f3 білий ферзь · a2 білий пішак · d2 білий кінь · f2 білий пішак · h2 білий пішак · c1 білий король · d1 біла тура · h1 біла тура | 5 |
| 4 | c8 чорний король · e8 чорна тура · h8 чорна тура · a7 чорний пішак · b7 чорний пішак · c7 чорний пішак · g7 чорний пішак · h7 чорний пішак · c6 чорний кінь · d5 білий слон · f5 чорний слон · f4 білий пішак · a3 чорний слон · c3 білий пішак · e3 білий слон · f3 білий ферзь · a2 білий пішак · d2 білий кінь · f2 білий пішак · h2 білий пішак · c1 білий король · d1 біла тура · h1 біла тура | c8 чорний король · e8 чорна тура · h8 чорна тура · a7 чорний пішак · b7 чорний пішак · c7 чорний пішак · g7 чорний пішак · h7 чорний пішак · c6 чорний кінь · d5 білий слон · f5 чорний слон · f4 білий пішак · a3 чорний слон · c3 білий пішак · e3 білий слон · f3 білий ферзь · a2 білий пішак · d2 білий кінь · f2 білий пішак · h2 білий пішак · c1 білий король · d1 біла тура · h1 біла тура | c8 чорний король · e8 чорна тура · h8 чорна тура · a7 чорний пішак · b7 чорний пішак · c7 чорний пішак · g7 чорний пішак · h7 чорний пішак · c6 чорний кінь · d5 білий слон · f5 чорний слон · f4 білий пішак · a3 чорний слон · c3 білий пішак · e3 білий слон · f3 білий ферзь · a2 білий пішак · d2 білий кінь · f2 білий пішак · h2 білий пішак · c1 білий король · d1 біла тура · h1 біла тура | c8 чорний король · e8 чорна тура · h8 чорна тура · a7 чорний пішак · b7 чорний пішак · c7 чорний пішак · g7 чорний пішак · h7 чорний пішак · c6 чорний кінь · d5 білий слон · f5 чорний слон · f4 білий пішак · a3 чорний слон · c3 білий пішак · e3 білий слон · f3 білий ферзь · a2 білий пішак · d2 білий кінь · f2 білий пішак · h2 білий пішак · c1 білий король · d1 біла тура · h1 біла тура | c8 чорний король · e8 чорна тура · h8 чорна тура · a7 чорний пішак · b7 чорний пішак · c7 чорний пішак · g7 чорний пішак · h7 чорний пішак · c6 чорний кінь · d5 білий слон · f5 чорний слон · f4 білий пішак · a3 чорний слон · c3 білий пішак · e3 білий слон · f3 білий ферзь · a2 білий пішак · d2 білий кінь · f2 білий пішак · h2 білий пішак · c1 білий король · d1 біла тура · h1 біла тура | c8 чорний король · e8 чорна тура · h8 чорна тура · a7 чорний пішак · b7 чорний пішак · c7 чорний пішак · g7 чорний пішак · h7 чорний пішак · c6 чорний кінь · d5 білий слон · f5 чорний слон · f4 білий пішак · a3 чорний слон · c3 білий пішак · e3 білий слон · f3 білий ферзь · a2 білий пішак · d2 білий кінь · f2 білий пішак · h2 білий пішак · c1 білий король · d1 біла тура · h1 біла тура | c8 чорний король · e8 чорна тура · h8 чорна тура · a7 чорний пішак · b7 чорний пішак · c7 чорний пішак · g7 чорний пішак · h7 чорний пішак · c6 чорний кінь · d5 білий слон · f5 чорний слон · f4 білий пішак · a3 чорний слон · c3 білий пішак · e3 білий слон · f3 білий ферзь · a2 білий пішак · d2 білий кінь · f2 білий пішак · h2 білий пішак · c1 білий король · d1 біла тура · h1 біла тура | c8 чорний король · e8 чорна тура · h8 чорна тура · a7 чорний пішак · b7 чорний пішак · c7 чорний пішак · g7 чорний пішак · h7 чорний пішак · c6 чорний кінь · d5 білий слон · f5 чорний слон · f4 білий пішак · a3 чорний слон · c3 білий пішак · e3 білий слон · f3 білий ферзь · a2 білий пішак · d2 білий кінь · f2 білий пішак · h2 білий пішак · c1 білий король · d1 біла тура · h1 біла тура | 4 |
| 3 | c8 чорний король · e8 чорна тура · h8 чорна тура · a7 чорний пішак · b7 чорний пішак · c7 чорний пішак · g7 чорний пішак · h7 чорний пішак · c6 чорний кінь · d5 білий слон · f5 чорний слон · f4 білий пішак · a3 чорний слон · c3 білий пішак · e3 білий слон · f3 білий ферзь · a2 білий пішак · d2 білий кінь · f2 білий пішак · h2 білий пішак · c1 білий король · d1 біла тура · h1 біла тура | c8 чорний король · e8 чорна тура · h8 чорна тура · a7 чорний пішак · b7 чорний пішак · c7 чорний пішак · g7 чорний пішак · h7 чорний пішак · c6 чорний кінь · d5 білий слон · f5 чорний слон · f4 білий пішак · a3 чорний слон · c3 білий пішак · e3 білий слон · f3 білий ферзь · a2 білий пішак · d2 білий кінь · f2 білий пішак · h2 білий пішак · c1 білий король · d1 біла тура · h1 біла тура | c8 чорний король · e8 чорна тура · h8 чорна тура · a7 чорний пішак · b7 чорний пішак · c7 чорний пішак · g7 чорний пішак · h7 чорний пішак · c6 чорний кінь · d5 білий слон · f5 чорний слон · f4 білий пішак · a3 чорний слон · c3 білий пішак · e3 білий слон · f3 білий ферзь · a2 білий пішак · d2 білий кінь · f2 білий пішак · h2 білий пішак · c1 білий король · d1 біла тура · h1 біла тура | c8 чорний король · e8 чорна тура · h8 чорна тура · a7 чорний пішак · b7 чорний пішак · c7 чорний пішак · g7 чорний пішак · h7 чорний пішак · c6 чорний кінь · d5 білий слон · f5 чорний слон · f4 білий пішак · a3 чорний слон · c3 білий пішак · e3 білий слон · f3 білий ферзь · a2 білий пішак · d2 білий кінь · f2 білий пішак · h2 білий пішак · c1 білий король · d1 біла тура · h1 біла тура | c8 чорний король · e8 чорна тура · h8 чорна тура · a7 чорний пішак · b7 чорний пішак · c7 чорний пішак · g7 чорний пішак · h7 чорний пішак · c6 чорний кінь · d5 білий слон · f5 чорний слон · f4 білий пішак · a3 чорний слон · c3 білий пішак · e3 білий слон · f3 білий ферзь · a2 білий пішак · d2 білий кінь · f2 білий пішак · h2 білий пішак · c1 білий король · d1 біла тура · h1 біла тура | c8 чорний король · e8 чорна тура · h8 чорна тура · a7 чорний пішак · b7 чорний пішак · c7 чорний пішак · g7 чорний пішак · h7 чорний пішак · c6 чорний кінь · d5 білий слон · f5 чорний слон · f4 білий пішак · a3 чорний слон · c3 білий пішак · e3 білий слон · f3 білий ферзь · a2 білий пішак · d2 білий кінь · f2 білий пішак · h2 білий пішак · c1 білий король · d1 біла тура · h1 біла тура | c8 чорний король · e8 чорна тура · h8 чорна тура · a7 чорний пішак · b7 чорний пішак · c7 чорний пішак · g7 чорний пішак · h7 чорний пішак · c6 чорний кінь · d5 білий слон · f5 чорний слон · f4 білий пішак · a3 чорний слон · c3 білий пішак · e3 білий слон · f3 білий ферзь · a2 білий пішак · d2 білий кінь · f2 білий пішак · h2 білий пішак · c1 білий король · d1 біла тура · h1 біла тура | c8 чорний король · e8 чорна тура · h8 чорна тура · a7 чорний пішак · b7 чорний пішак · c7 чорний пішак · g7 чорний пішак · h7 чорний пішак · c6 чорний кінь · d5 білий слон · f5 чорний слон · f4 білий пішак · a3 чорний слон · c3 білий пішак · e3 білий слон · f3 білий ферзь · a2 білий пішак · d2 білий кінь · f2 білий пішак · h2 білий пішак · c1 білий король · d1 біла тура · h1 біла тура | 3 |
| 2 | c8 чорний король · e8 чорна тура · h8 чорна тура · a7 чорний пішак · b7 чорний пішак · c7 чорний пішак · g7 чорний пішак · h7 чорний пішак · c6 чорний кінь · d5 білий слон · f5 чорний слон · f4 білий пішак · a3 чорний слон · c3 білий пішак · e3 білий слон · f3 білий ферзь · a2 білий пішак · d2 білий кінь · f2 білий пішак · h2 білий пішак · c1 білий король · d1 біла тура · h1 біла тура | c8 чорний король · e8 чорна тура · h8 чорна тура · a7 чорний пішак · b7 чорний пішак · c7 чорний пішак · g7 чорний пішак · h7 чорний пішак · c6 чорний кінь · d5 білий слон · f5 чорний слон · f4 білий пішак · a3 чорний слон · c3 білий пішак · e3 білий слон · f3 білий ферзь · a2 білий пішак · d2 білий кінь · f2 білий пішак · h2 білий пішак · c1 білий король · d1 біла тура · h1 біла тура | c8 чорний король · e8 чорна тура · h8 чорна тура · a7 чорний пішак · b7 чорний пішак · c7 чорний пішак · g7 чорний пішак · h7 чорний пішак · c6 чорний кінь · d5 білий слон · f5 чорний слон · f4 білий пішак · a3 чорний слон · c3 білий пішак · e3 білий слон · f3 білий ферзь · a2 білий пішак · d2 білий кінь · f2 білий пішак · h2 білий пішак · c1 білий король · d1 біла тура · h1 біла тура | c8 чорний король · e8 чорна тура · h8 чорна тура · a7 чорний пішак · b7 чорний пішак · c7 чорний пішак · g7 чорний пішак · h7 чорний пішак · c6 чорний кінь · d5 білий слон · f5 чорний слон · f4 білий пішак · a3 чорний слон · c3 білий пішак · e3 білий слон · f3 білий ферзь · a2 білий пішак · d2 білий кінь · f2 білий пішак · h2 білий пішак · c1 білий король · d1 біла тура · h1 біла тура | c8 чорний король · e8 чорна тура · h8 чорна тура · a7 чорний пішак · b7 чорний пішак · c7 чорний пішак · g7 чорний пішак · h7 чорний пішак · c6 чорний кінь · d5 білий слон · f5 чорний слон · f4 білий пішак · a3 чорний слон · c3 білий пішак · e3 білий слон · f3 білий ферзь · a2 білий пішак · d2 білий кінь · f2 білий пішак · h2 білий пішак · c1 білий король · d1 біла тура · h1 біла тура | c8 чорний король · e8 чорна тура · h8 чорна тура · a7 чорний пішак · b7 чорний пішак · c7 чорний пішак · g7 чорний пішак · h7 чорний пішак · c6 чорний кінь · d5 білий слон · f5 чорний слон · f4 білий пішак · a3 чорний слон · c3 білий пішак · e3 білий слон · f3 білий ферзь · a2 білий пішак · d2 білий кінь · f2 білий пішак · h2 білий пішак · c1 білий король · d1 біла тура · h1 біла тура | c8 чорний король · e8 чорна тура · h8 чорна тура · a7 чорний пішак · b7 чорний пішак · c7 чорний пішак · g7 чорний пішак · h7 чорний пішак · c6 чорний кінь · d5 білий слон · f5 чорний слон · f4 білий пішак · a3 чорний слон · c3 білий пішак · e3 білий слон · f3 білий ферзь · a2 білий пішак · d2 білий кінь · f2 білий пішак · h2 білий пішак · c1 білий король · d1 біла тура · h1 біла тура | c8 чорний король · e8 чорна тура · h8 чорна тура · a7 чорний пішак · b7 чорний пішак · c7 чорний пішак · g7 чорний пішак · h7 чорний пішак · c6 чорний кінь · d5 білий слон · f5 чорний слон · f4 білий пішак · a3 чорний слон · c3 білий пішак · e3 білий слон · f3 білий ферзь · a2 білий пішак · d2 білий кінь · f2 білий пішак · h2 білий пішак · c1 білий король · d1 біла тура · h1 біла тура | 2 |
| 1 | c8 чорний король · e8 чорна тура · h8 чорна тура · a7 чорний пішак · b7 чорний пішак · c7 чорний пішак · g7 чорний пішак · h7 чорний пішак · c6 чорний кінь · d5 білий слон · f5 чорний слон · f4 білий пішак · a3 чорний слон · c3 білий пішак · e3 білий слон · f3 білий ферзь · a2 білий пішак · d2 білий кінь · f2 білий пішак · h2 білий пішак · c1 білий король · d1 біла тура · h1 біла тура | c8 чорний король · e8 чорна тура · h8 чорна тура · a7 чорний пішак · b7 чорний пішак · c7 чорний пішак · g7 чорний пішак · h7 чорний пішак · c6 чорний кінь · d5 білий слон · f5 чорний слон · f4 білий пішак · a3 чорний слон · c3 білий пішак · e3 білий слон · f3 білий ферзь · a2 білий пішак · d2 білий кінь · f2 білий пішак · h2 білий пішак · c1 білий король · d1 біла тура · h1 біла тура | c8 чорний король · e8 чорна тура · h8 чорна тура · a7 чорний пішак · b7 чорний пішак · c7 чорний пішак · g7 чорний пішак · h7 чорний пішак · c6 чорний кінь · d5 білий слон · f5 чорний слон · f4 білий пішак · a3 чорний слон · c3 білий пішак · e3 білий слон · f3 білий ферзь · a2 білий пішак · d2 білий кінь · f2 білий пішак · h2 білий пішак · c1 білий король · d1 біла тура · h1 біла тура | c8 чорний король · e8 чорна тура · h8 чорна тура · a7 чорний пішак · b7 чорний пішак · c7 чорний пішак · g7 чорний пішак · h7 чорний пішак · c6 чорний кінь · d5 білий слон · f5 чорний слон · f4 білий пішак · a3 чорний слон · c3 білий пішак · e3 білий слон · f3 білий ферзь · a2 білий пішак · d2 білий кінь · f2 білий пішак · h2 білий пішак · c1 білий король · d1 біла тура · h1 біла тура | c8 чорний король · e8 чорна тура · h8 чорна тура · a7 чорний пішак · b7 чорний пішак · c7 чорний пішак · g7 чорний пішак · h7 чорний пішак · c6 чорний кінь · d5 білий слон · f5 чорний слон · f4 білий пішак · a3 чорний слон · c3 білий пішак · e3 білий слон · f3 білий ферзь · a2 білий пішак · d2 білий кінь · f2 білий пішак · h2 білий пішак · c1 білий король · d1 біла тура · h1 біла тура | c8 чорний король · e8 чорна тура · h8 чорна тура · a7 чорний пішак · b7 чорний пішак · c7 чорний пішак · g7 чорний пішак · h7 чорний пішак · c6 чорний кінь · d5 білий слон · f5 чорний слон · f4 білий пішак · a3 чорний слон · c3 білий пішак · e3 білий слон · f3 білий ферзь · a2 білий пішак · d2 білий кінь · f2 білий пішак · h2 білий пішак · c1 білий король · d1 біла тура · h1 біла тура | c8 чорний король · e8 чорна тура · h8 чорна тура · a7 чорний пішак · b7 чорний пішак · c7 чорний пішак · g7 чорний пішак · h7 чорний пішак · c6 чорний кінь · d5 білий слон · f5 чорний слон · f4 білий пішак · a3 чорний слон · c3 білий пішак · e3 білий слон · f3 білий ферзь · a2 білий пішак · d2 білий кінь · f2 білий пішак · h2 білий пішак · c1 білий король · d1 біла тура · h1 біла тура | c8 чорний король · e8 чорна тура · h8 чорна тура · a7 чорний пішак · b7 чорний пішак · c7 чорний пішак · g7 чорний пішак · h7 чорний пішак · c6 чорний кінь · d5 білий слон · f5 чорний слон · f4 білий пішак · a3 чорний слон · c3 білий пішак · e3 білий слон · f3 білий ферзь · a2 білий пішак · d2 білий кінь · f2 білий пішак · h2 білий пішак · c1 білий король · d1 біла тура · h1 біла тура | 1 |
|   | a | b | c | d | e | f | g | h |   |

Мат Бодена — мат у шахах, що ставиться за допомогою двох слонів, часто після ефектної жертви ферзя. Названо на честь англійського шахіста XIX століття Семюеля Бодена.
Мат було поставлено у партії С. Бодена з Р. Шулдером у ході турніру, що відбувся у 1853 році в Лондоні. Перша діаграма ілюструє позицію, що виникла після дванадцятого ходу чорних. Далі було зроблено такі ходи:
13. 0-0-0? d6-d5!
Білі безтурботно провели довгу рокіровку, ігноруючи той факт, що позиція рокіровки знаходиться під атакою чорного слона на f5. Чорні негайно використати помилку противника, нападаючи на пішака білих слоном і в той же час розкриваючи діагональ a3-f8, після чого другий слон чорних завдає смертельного удару. Білі повинні змиритись із втратою фігури і рятувати короля, та вони не помічають загрози мата.
14. Сc4:d5? Фf6:c3+!
15. b2:c3 Сf8-a3x